# Glycérol-3-phosphate
Le glycérol-3-phosphate est un composé chimique de formule HOH2C–CHOH–CH2O–PO(OH)2. Il s'agit d'un organophosphate issu de la phosphorylation du glycérol par la glycérol kinase :
ATP + glycérol  {\displaystyle \rightleftharpoons }  glycérol-3-phosphate + ADP.
L'énantiomère L-glycérol-3-phosphate est la forme biologiquement active de la molécule, qui entre dans la composition des phosphoglycérides. Il ne doit pas être confondu avec le 3-phosphoglycérate et le glycéraldéhyde-3-phosphate, qui sont des molécules différentes (intermédiaires de la glycolyse).
La glycérol-3-phosphate déshydrogénase convertit le glycérol-3-phosphate en dihydroxyacétone phosphate (DHAP), qui peut à son tour donner du glycéraldéhyde-3-phosphate sous l'action de la triose-phosphate isomérase et être métabolisé par la glycolyse
La navette du glycérol phosphate est un mécanisme permettant la régénération rapide du NAD+ dans les cellules du cerveau et des muscles squelettiques des mammifères.